# Senegal
|  | Per a altres significats, vegeu «Riu Senegal». |

La República del Senegal (wòlof: Réewum Senegaal; francès: République du Sénégal) és un estat al sud del riu Senegal, a l'Àfrica occidental. El Senegal limita a l'oest amb l'oceà Atlàntic, amb Mauritània al nord, amb Mali a l'est i amb la República de Guinea i Guinea Bissau al sud. Gàmbia forma un enclavament virtual dintre del Senegal, que ressegueix el riu Gàmbia durant més de 300 km terra endins. Les illes del Cap Verd estan situades a 560 km de la costa senegalesa, davant per davant.

## Història
L'Islam, la religió dominant al Senegal, va arribar a aquesta regió en el segle xi. Dels regnes nadius, l'imperi Jolof del segle xiv va ser el més poderós. Diverses potències europees van venir a l'àrea des del segle xv, fins que França va acabar en possessió del que s'havia tornat un important punt de sortida per al comerç d'esclaus.
Dakar va esdevenir la capital de la colònia francesa d'Àfrica Occidental Francesa el 1902. El gener de 1959, el Senegal i el Sudan Francès es van unir per a formar la Federació de Mali, la qual esdevingué totalment independent el 20 de juny del 1960, de resultes de la independència i la transferència del poder, acord signat amb França el 4 d'abril del 1960. A causa de dificultats polítiques internes, la federació es va acabar el 20 d'agost de 1960. El Senegal i el Sudan Francès (reanomenada República de Mali) van proclamar la seva independència individualment.
El Senegal es va unir amb Gàmbia per formar la confederació nominal de Senegàmbia el 1982. Malgrat això, la integració concebuda dels dos estats mai no es va portar a terme i la unió va ser dissolta el 1989. Malgrat les converses de pau, un grup independentista en la regió del sud, la Casamance, ha topat esporàdicament amb les forces del govern des del 1982. El Senegal té una llarga història de participacions en la pacificació internacional.

## Política
El Senegal és una república presidencialista; el president és triat cada cinc anys a partir de 2016, sent anteriorment set anys des de la independència fins a 2001, cinc anys des de 2001 fins a 2008, i 7 anys de nou des de 2008 fins a 2016, pels votants adults. El primer president, Léopold Sédar Senghor, era poeta i escriptor, i va ser el primer africà triat per a l'Acadèmia Francesa. El segon president del Senegal, Abdou Diouf, va anar posteriorment secretari general de l'Organisation de la Francophoni. El tercer president va ser l'advocat Abdoulaye Wade. L'actual president és Macky Sall, escollit al març de 2012 i reelegit al febrer de 2019.
El Senegal compta amb més de 80 partits polítics. El parlament unicameral està format per l'Assemblea Nacional, que té 150 escons (va haver-hi un Senat de 1999 a 2001 i de 2007 a 2012). Al Senegal també existeix un poder judicial independent. Les màximes instàncies judicials de l'estat que s'ocupen d'assumptes comercials són el consell constitucional i el tribunal de justícia, els membres de la qual són nomenats pel president.

### Cultura política
Actualment, el Senegal té una cultura política gairebé democràtica, una de les transicions democràtiques postcolonials més reeixides d'Àfrica. Els administradors locals són nomenats i responsabilitzats pel president. Els morabits, líders religiosos de les diferents confraries musulmanes del Senegal, també han exercit una forta influència política al país, especialment durant la presidència de Wade. En 2009, Freedom House va rebaixar l'estatus del Senegal de «Lliure» a «Parcialment lliure», basant-se en la creixent centralització del poder en l'executiu. En 2014, havia recuperat el seu estatus de país lliure.
En 2008, el Senegal va ocupar la 12a posició en l'Ibrahim Index of African Governance. L'Índex Ibrahim és una mesura exhaustiva de la governança africana (limitada a l'Àfrica subsahariana fins a 2008), basada en una sèrie de variables diferents que reflecteixen l'èxit amb el qual els governs proporcionen béns polítics essencials als seus ciutadans. Quan els països del nord d'Àfrica es van afegir a l'índex en 2009, la posició del Senegal en 2008 es va rebaixar retroactivament al 15è lloc (amb Tunísia, Egipte i el Marroc situats per davant del Senegal). En 2012, la posició del Senegal en l'Índex Ibrahim ha descendit un altre punt, situant-se en el lloc 16 de 52 països africans.
El 22 de febrer de 2011, el Senegal va trencar els seus llaços diplomàtics amb l'Iran, al·legant que va subministrar armes als rebels que van matar a les tropes senegaleses en el conflicte de Casamance.
Les eleccions presidencials de 2012 van ser controvertides a causa de la candidatura del president Wade, ja que l'oposició va argumentar que no havia de considerar-se elegible per a presentar-se de nou. El juny de 2011 van sorgir diversos moviments juvenils d'oposició, com el M23 i el Y'en a Marre. Al final, va guanyar Macky Sall, de l'Aliança per la República, i Wade va concedir les eleccions a Sall. Aquesta transició pacífica i democràtica va ser saludada per molts observadors estrangers, com la UE, com una mostra de «maduresa».
El 19 de setembre de 2012, els legisladors van votar la supressió del Senat per a estalviar uns 15 milions de dòlars.
L'agost de 2017, el partit governant va obtenir una victòria aclaparadora en les eleccions parlamentàries. La coalició governant del president Macky Sall es va fer amb 125 escons en l'Assemblea Nacional, de 165. En les eleccions presidencials de 2019, el president Macky Sall va guanyar fàcilment la reelecció en la primera volta.

### Relacions internacionals
El Senegal té un alt perfil en moltes organitzacions internacionals i va ser membre del Consell de Seguretat de l'ONU en 1988-89 i 2015-2016. Va ser triat membre de la Comissió de Drets Humans de l'ONU en 1997. Amigable amb els països occidentals, especialment amb França i els Estats Units, el Senegal ha advocat enèrgicament per una major ajuda dels països desenvolupats al Tercer Món.
El Senegal gaudeix d'unes relacions majoritàriament cordials amb els seus veïns. Malgrat els clars avanços en altres qüestions amb Mauritània (seguretat fronterera, gestió de recursos, integració econòmica, etc.), es calcula que 35.000 refugiats mauritans (dels 40.000 que s'estima que van ser expulsats del seu país d'origen en 1989) romanen al Senegal.
El Senegal està ben integrat en els principals organismes de la comunitat internacional, com la Comunitat Econòmica d'Estats d'Àfrica Occidental (CEDEAO), la Unió Africana (UA) i la Comunitat d'Estats Sahel-Saharians.

### Forces armades
Les forces armades del Senegal compten amb uns 17.000 efectius en l'exèrcit, la força aèria, la marina i la gendarmeria. Els militars senegalesos reben la major part de la seva formació, equipament i suport de França i els Estats Units, i en menor mesura d'Alemanya.
La no ingerència militar en els assumptes polítics ha contribuït a l'estabilitat del Senegal des de la seva independència. El Senegal ha participat en nombroses missions internacionals i regionals de manteniment de la pau. Recentment, l'any 2000, el Senegal va enviar un batalló a la República Democràtica del Congo per a participar en la MONUC, la missió de manteniment de la pau de les Nacions Unides, i va acceptar desplegar un batalló entrenat pels Estats Units a Sierra Leone per a la UNAMSIL, una altra missió de manteniment de la pau de l'ONU.
En 2015, el Senegal va participar en la intervenció militar liderada per l'Aràbia Saudita al Iemen contra els xiïtes houthis.

## Geografia i clima

### Geografia

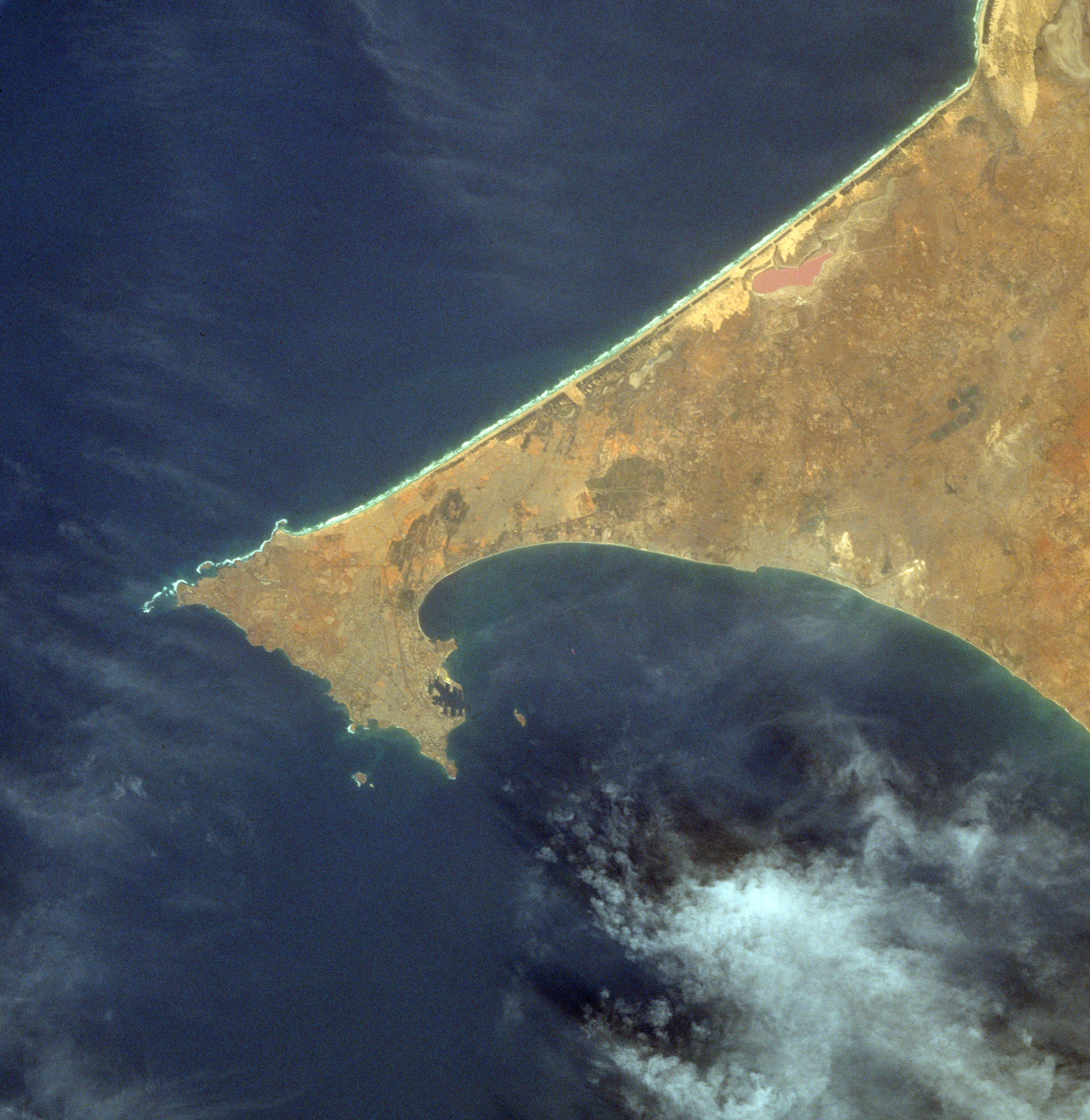
Vista des de satèl·lit de la península del Cap Verd.

El Senegal té una important façana marítima a l'oest amb l'oceà Atlàntic (530 km de litoral). El riu Senegal fa frontera al nord amb Mauritània i a l'est amb Mali. Al sud-est, la frontera amb Guinea està travessada pels contraforts de la muntanya del Fouta-Djalon i al sud-oest amb Guinea Bissau per un bosc tropical. Gàmbia forma un enclavament i separa la regió de Casamance de la resta de l'estat.
El territori del Senegal es troba entre els 12°8 i 16°41 de latitud nord i els 11°21 i 17°32 de longitud oest. La seva punta oest (la península del Cap Verd, presqu'île du Cap-Vert) constitueix la part més occidental de tota Àfrica continental.

El país té una extensió de 196.722 km².

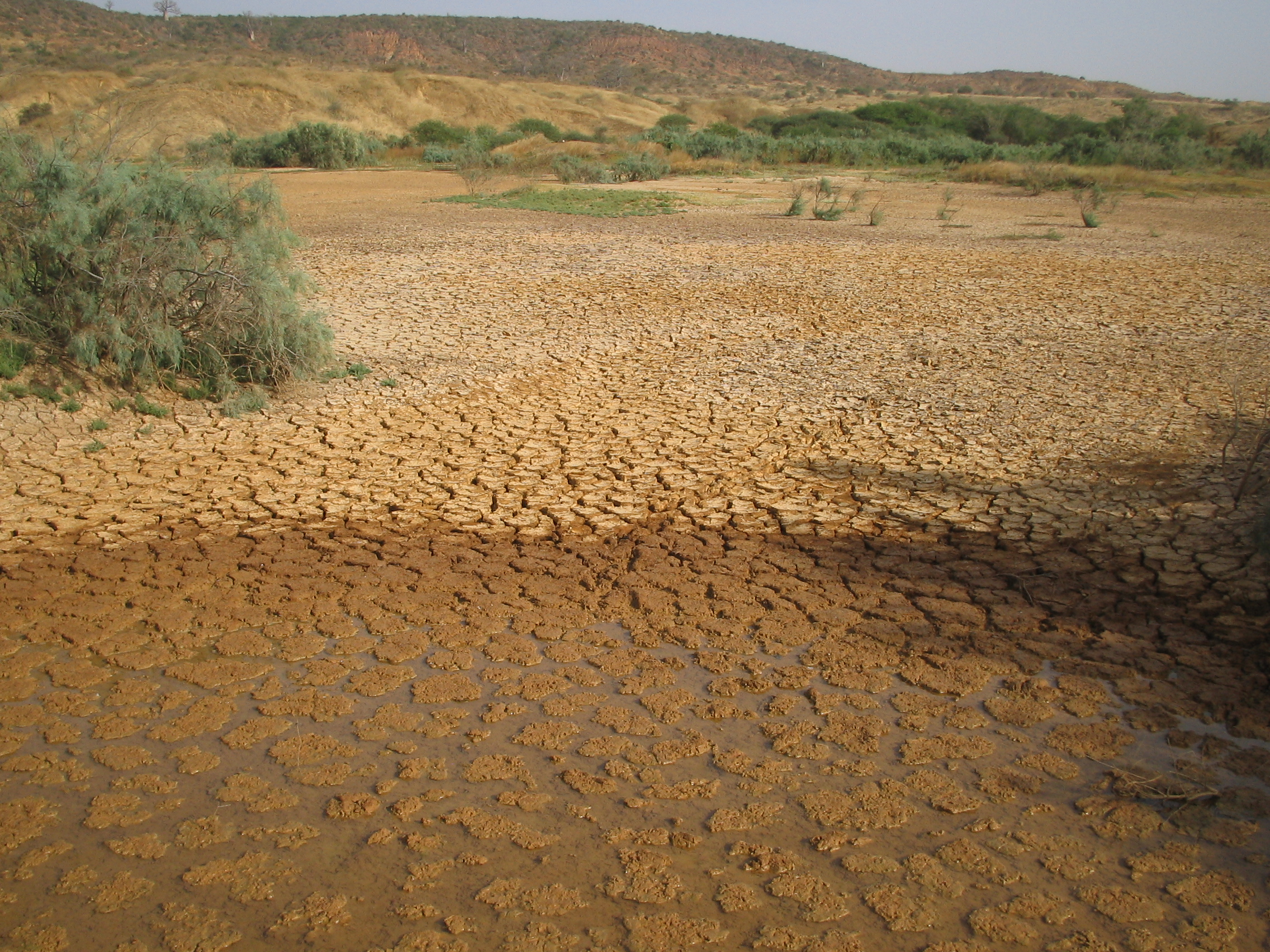
Reserva natural de Popenguine.

### Clima
El clima al nord és de tipus desèrtic i al sud de tipus tropical de sabana:
- una estació humida de juny a octubre amb un màxim a l'agost. El setembre és variable segons la latitud i és el període del monsó. Només a la regió de Casamance hi ha boscs ben constituïts;
- una estació seca de novembre a juny amb els vents alisis continentals i temperatures mitjanes entre 20 i 30 °C, hi ha variació important entre el litoral i l'interior[10] · .[11]

Les temperatures segons les estacions: 
- l'estiu, període de pluja, sovint dit abusivament hivernage des del període colonial; les temperatures es troben al seu màxim;
- el mínim de temperatura és durant gener-febrer.

En el litoral, la mar (amb el corrent fred de les Canàries) aporta frescor, les temperatures són de l'ordre de 16 a 30 °C, però al centre i l'est del Senegal es pot arribar 46°.
De nord a sud, hi ha 5 tipus de dominis climàtics, i tots pertanyen al clima tropical:
- En la zona del Sahel, al nord de Saint-Louis, domina l'estepa arbòria o arbustiva, l'arbre més representatiu n'és el Baobab.
- En la zona sahelosudanesa, que es troba a les regions de Dakar, Thiès, Diourbel, Louga, Matam, l'estepa dona pas a la sabana arbòria seca.
- En la zona sudanesa, cap a les regions de Fatick, Kaolack, tot el nord i centre de la regió de Tambacounda, la vegetació de tipus sabana és molt densa i hi ha més arbres, que inclouen palmeres.
- En la zona sudanoguineana, al nord de les regions de Ziguinchor, Kolda, i al sud de la de Tambacounda, hi ha boscos i sabanes denses.
- La zona guineana, al sud de les regions de Ziguinchor i Kolda. És la zona més humida i els boscos hi són densos.

## Demografia

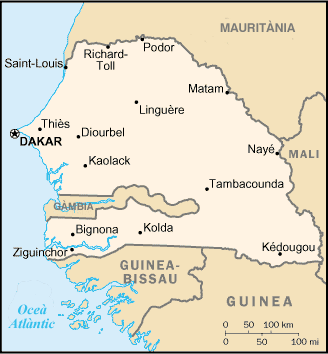
Mapa del Senegal.

Senegal té una població d'uns 15,9 milions d'habitants, el 42% dels quals aproximadament  viu en zones rurals. La densitat d'aquestes zones varia entre uns 77 habitants per quilòmetre quadrat a la regió centre-occidental i 2 per quilòmetre quadrat a l'àrida zona oriental.

### Grups ètnics
El Senegal té una gran varietat de grups ètnics. El francès és la llengua oficial, però només es fa servir de forma corrent per una minoria. Els wòlofs representen el 43% de la població, seguits pels fulanis o peuls (24%), els serers (15%), els jola (4%) i els mandingues (3%), al costat d'altres petites comunitats. Uns 50.000 europeus, majoritàriament francesos, resideixen al país, juntament amb una minoria libanesa, a les ciutats.
El 94% dels senegalesos són musulmans, i també hi ha animistes, amb només un 1%. El 30% de la població és urbana. La part oriental del país és gairebé deserta.

### Salut
L'esperança de vida en néixer es va estimar en 66,8 anys el 2016; en els homes 64,7 anys i en les dones 68,7 anys. La despesa pública en sanitat era del 2,4% del PIB el 2004, mentre que la despesa privada era del 3,5%. La despesa sanitària era de 72 dòlars (PPA) per càpita el 2004. La taxa de fecunditat oscil·lava entre el 5 i el 5,3 entre 2005 i 2013, amb un 4,1 a les zones urbanes i un 6,3 a les rurals, tal com assenyalen les enquestes oficials (6,4 en 1986 i 5,7 en 1997). A principis de la dècada de 2000 hi havia sis metges per cada 100.000 persones. La mortalitat infantil al Senegal era de 157 per cada 1.000 nascuts vius en 1950, però des de llavors s'ha reduït cinc cops fins a arribar a 32 per cada 1.000 en 2018. En els últims cinc anys les taxes de mortalitat infantil per malària han descendit. Segons un informe d'UNICEF de 2013, el 26% de les dones del Senegal han estat sotmeses a la mutilació genital femenina.
El juny de 2021, l'Agència de Salut Universal del Senegal va llançar sunucmu.com (SunuCMU), un lloc web que l'agència espera que agiliti l'atenció sanitària al país. El lloc web forma part del pla de digitalització del ministre d'Estat Mohammad Abdallah Dionne. El seu objectiu és fer que el sistema sanitari del Senegal sigui eficaç i sostenible. Amb SunuCMU, el Senegal espera aconseguir una cobertura del 75% en els dos anys següents al seu llançament.

### Educació
Els articles 21 i 22 de la constitució adoptada al gener de 2001 garanteixen l'accés a l'educació de tots els nens. L'educació és obligatòria i gratuïta fins als 16 anys. El ministeri de Treball ha indicat que el sistema escolar públic és incapaç de fer front al nombre de nens que han de matricular-se cada any.

L'analfabetisme és elevat, sobretot entre les dones. La taxa neta de matriculació a primària va ser del 69% el 2005. La despesa pública en educació va ser del 5,4% del PIB entre 2002-2005. El Senegal va ocupar el lloc 102 en l'índex global d'innovació el 2020, en contrast amb el lloc  96 que ocupava el 2019. La seva universitat més important és la Universitat Cheikh-Anta-Diop, a Dakar.

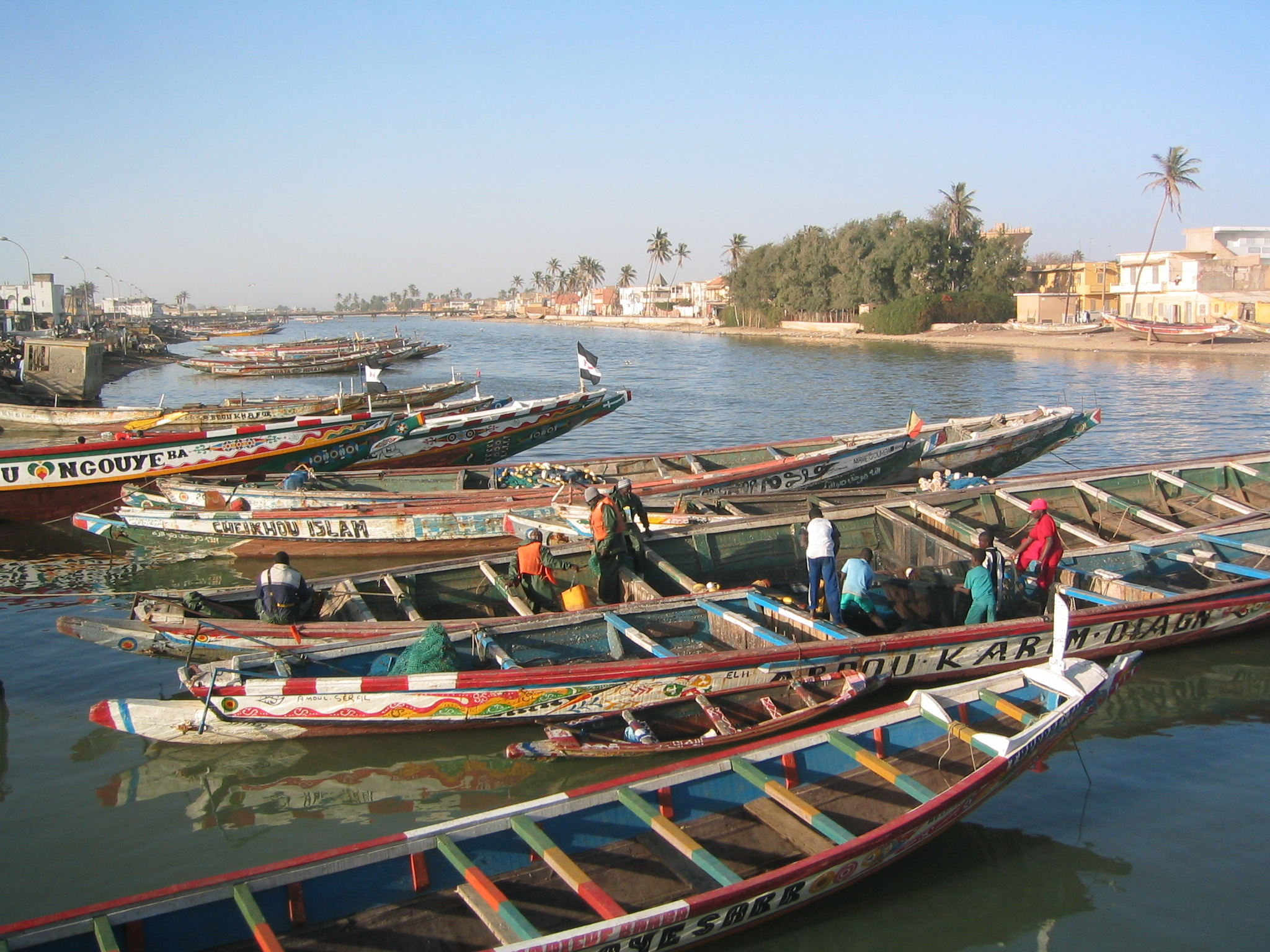
Saint-Louis, Senegal.

## Cultura
Senegal és conegut per la tradició africana occidental de narrar històries, a càrrec dels griots, que han mantingut viva la història de l'Àfrica Occidental durant milers d'anys a través de les paraules i la música. La professió de griot es transmet de generació en generació i requereix anys de formació i aprenentatge en genealogia, història i música. Els griots donen veu a generacions de la societat de l'Àfrica Occidental.
El Monument al Renaixement Africà, construït el 2010 a Dakar, és l'estàtua més alta d'Àfrica. A Dakar també se celebra el festival de cinema Recidak.

### Gastronomia
Com que Senegal limita amb l'oceà Atlàntic, el peix és molt important. El pollastre, el xai, els pèsols, els ous i la vedella també formen part de la cuina senegalesa, excepte el porc, atès que la majoria de la població del país és musulmana. Els cacauets, que són el principal cultiu del Senegal, també s'incorporen a moltes receptes així com el cuscús, l'arròs blanc, els moniatos, les llenties, els pèsols d'ull negre i diverses verdures. Les carns i verdures se solen cuinar o marinar amb herbes i espècies, i després s'aboquen sobre l'arròs o el cuscús, i es mengen amb pa.
Els sucs frescos més populars s'elaboren amb bissap, gingebre, buy (que es pronuncia "buoy", i que és el fruit de l'arbre baobab, també conegut com "fruita del pa de la granota"), mango o altres fruites o arbres silvestres (la més famosa és la guanábana, que es diu corossol en francès). Les postres són molt riques i dolces, i combinen ingredients autòctons amb l'extravagància i l'estil característics de l'impacte francès en els mètodes culinaris del Senegal. Solen servir-se amb fruita fresca i tradicionalment van seguides de cafè o te.

### Música
Senegal és conegut a tot Àfrica pel seu patrimoni musical, a causa de la popularitat del mbalakh, que té el seu origen en la tradició percussionista dels Sereres, especialment els Njuup, i que ha estat popularitzat per Youssou N'Dour, Omar Pene i altres. La percussió del sabar és especialment popular. El sabar s'utilitza sobretot en celebracions especials, com ara casaments. Un altre instrument, el tama, és més usat entre grups ètnics. Altres músics senegalesos de renom internacional són Ismael Lô, Cheikh Lô, Orchestra Baobab, Baaba Maal, Akon Thione Seck, Viviane, Fallou Dieng Titi, Seckou Keita i Pape Diouf.

### Cinema
- 21ème Siècle, pel·lícula documental del 2004.

### Esports
Els senegalesos practiquen molts esports. La lluita i el futbol són els esports més populars al país. Senegal acollirà els Jocs Olímpics Juvenils d'estiu de 2022 a Dakar, fet que el convertirà en el primer país africà a acollir unes Olimpíades.
La lluita és l'esport més popular del Senegal i s'ha convertit en tota una obsessió nacional. Generalment la pràctica d'aquest esport serveix a molts joves per sortir de la pobresa i és l'únic esport reconegut com desenvolupat independentment de la cultura occidental.

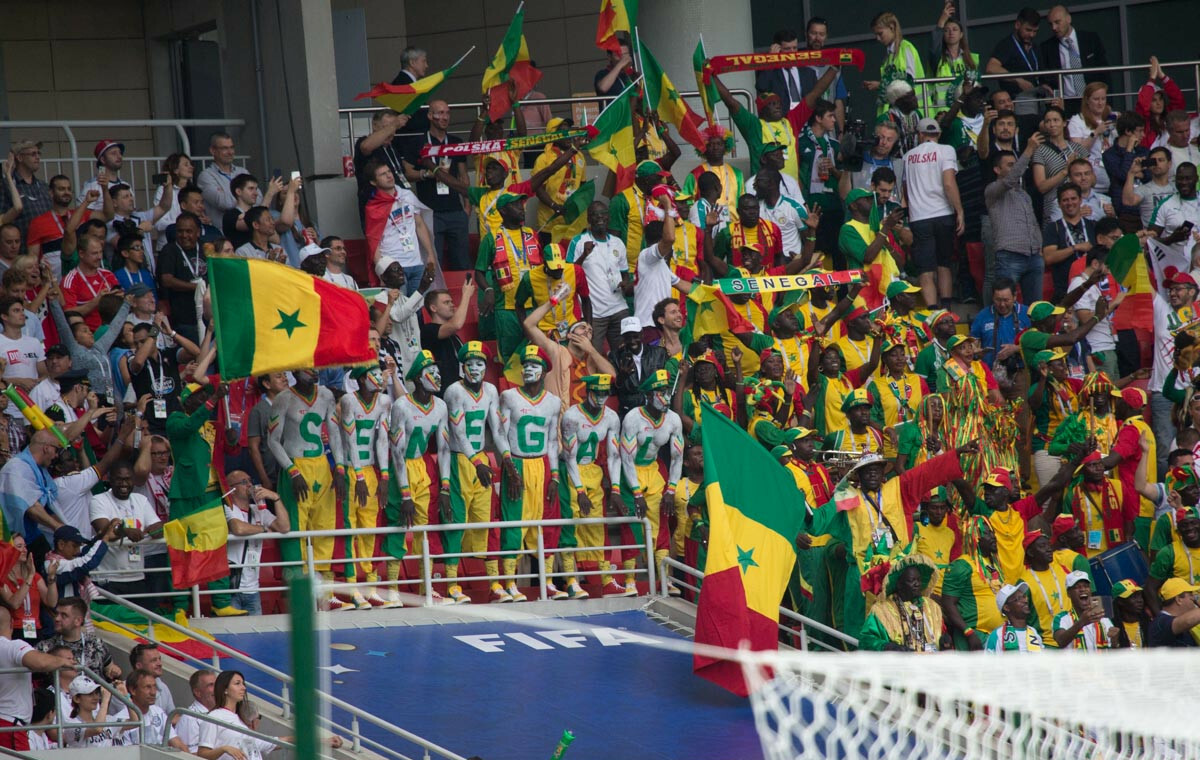
Aficionats senegalesos a un partit de futbol en el Mundial de Rússia de 2018

El futbol és un esport molt popular al Senegal. El 2002 i 2019, la selecció nacional va ser subcampiona de la Copa Africana de Nacions i va esdevenir una de les tres úniques seleccions africanes que han arribat als quarts de final de la Copa Mundial de la FIFA, en derrotar la campiona França en el seu primer partit. Entre els jugadors més populars del Senegal es troben El Hadji Diouf, Khalilou Fadiga, Henri Camara, Papa Bouba Diop, Salif Diao, Kalidou Koulibaly, Ferdinand Coly, i Sadio Mané, Papiss Demba Cissé, Demba Ba, tots els quals han jugat a Europa. Senegal es va classificar per al Mundial de Rússia de 2018, en el Grup H amb el Japó, Colòmbia i Polònia.
El bàsquet també és un esport popular al país, que és històricament una de les potències dominants del bàsquet africà. L'equip masculí va tenir un rendiment superior al de qualsevol altra nació africana a la Copa del Món de la FIBA de 2014, on va arribar a les eliminatòries per primer cop. L'equip femení va guanyar 19 medalles en 20 campionats africans, més del doble de medalles que qualsevol altre competidor. Quan el país va acollir l'Afrobasket femení de la FIBA de 2019, 15.000 aficionats van acudir al Dakar Arena, marcant un rècord d'assistència dins del bàsquet a l'Àfrica. Senegal va ser un dels pioners en el bàsquet a tot el continent, ja que va establir una de les primeres lligues competitives d'Àfrica.
En 2016, l'NBA va anunciar el llançament d'una Acadèmia d'Elit a l'Àfrica, i més concretament al Senegal.
El país va acollir el ral·li París-Dakar des de 1979 fins a 2007. El Ral·li Dakar era una cursa de resistència de motor fora de la carretera que seguia un recorregut des de París (França) fins a Dakar (Senegal). Els competidors utilitzaven vehicles tot terreny per travessar la difícil geografia. L'última cursa es va celebrar el 2007, abans que el ral·li de 2008 es cancel·lés un dia abans de l'esdeveniment a causa de problemes de seguretat a Mauritània.
El judoka Abdoulkarim Seck, ha guanyat dues medalles en el Campionat Africà de Judo.